# Scala reale
Scala reale è un programma televisivo andato in onda nel 1966 sul Programma Nazionale, abbinato alla Lotteria di Capodanno.

## Il programma
Gli spettacoli abbinati alla Lotteria Italia, originariamente intitolati Canzonissima, dal 1963 al 1967 prendono titoli diversi e cambiano format ogni anno, per tornare al titolo originale a partire dal 1968.
Scala reale, nella fattispecie, è concepito come gioco musicale a squadre, che si incontrano a due a due in un torneo a eliminazione diretta, in cui al voto delle giurie si sommano i voti delle cartoline inviate dagli spettatori. Ognuna delle 16 squadre partecipanti è formata da quattro cantanti, uno dei quali con funzione di capitano.
I capitani delle squadre erano: Domenico Modugno, Little Tony, Gene Pitney, Sergio Endrigo, Claudio Villa, Aurelio Fierro, Ornella Vanoni, Nunzio Gallo, Gigliola Cinquetti, Nini Rosso, Gianni Morandi, Nilla Pizzi, Dalida, Bobby Solo, Michele, Françoise Hardy.
Il programma era condotto da Peppino De Filippo, che presentò per l'occasione il suo personaggio Pappagone, in sketch comici di grande successo, accompagnato da Gianni Agus.
Durante la sigla iniziale si assisteva a una serie di giochi di prestigio con le carte da gioco di un giovane prestidigitatore, Silvan, che grazie a questa trasmissione ebbe una grande popolarità.
Alla finalissima, il 6 gennaio 1967, si scontrarono le squadre capitanate da Claudio Villa e Gianni Morandi; della squadra di Villa facevano parte Achille Togliani, Iva Zanicchi e il debuttante Gianni Pettenati, di quella di Morandi Sandie Shaw, Dino e il debuttante Romano VIII (nome d'arte di Romano Morandi). Villa vinse con la canzone Granada, battendo Morandi che cantava La fisarmonica.

## Prima fase - Le eliminatorie
Sono evidenziati in grassetto le squadre finaliste
Nelle prime otto puntate si esibiscono le sedici squadre. Ognuna delle quali formata: da un capo squadra, altri due noti cantanti e un debuttante. Andranno nella seconda fase le squadre che hanno ricevuto più cartoline. In ogni puntata sono ospiti volti noti del cinema e del teatro, padrini delle squadre. 

### Prima puntata (24 settembre 1966)
- Squadra di Domenico Modugno: Dio come ti amo :

Pino Donaggio: Io che non vivo senza te, Giorgio Gaber: La risposta al ragazzo della via Gluck, Meri Marabini: Un bel posto
- Squadra di Little Tony: Riderà :

Orietta Berti: Tu sei quello, Audrey:  Breve amore, Mario Testa: I ragazzi del quartiere

### Seconda puntata (1 ottobre 1966)
- Squadra di Sergio Endrigo: Girotondo intorno al mondo :

Carmen Villani: Bada Caterina, Franco Tozzi: I tuoi occhi verdi, Marisa Sannia: Tutto o niente
- Squadra di Gene Pitney: Nessuno mi può giudicare :

Betty Curtis: Chariot, Tony Dallara: Come prima, Anna Lenzi: E se domani

### Terza puntata (8 ottobre 1966)
- Squadra di Aurelio Fierro: Lazzarella :

Gloria Christian: Tiempe belle e 'na vota, Tullio Pane: Tarantella Napoletana, Enza Nardi: Lily Kangy
- Squadra di Claudio Villa: Granada :

Iva Zanicchi: Fra noi (è finita così) , Achille Togliani: Come stasera mai, Gianni Pettenati: Bandiera gialla

### Quarta puntata (15 ottobre 1966)
- Squadra di Nunzio Gallo: Guapparia :

Mario Abbate: I te vurria vasà, Mario Merola: Surdate, Tina Polito: Cerasella
- Squadra di Ornella Vanoni: Cercami :

Anna Identici: Un bene grande così, Fred Bongusto: Se tu non fossi bella come sei, Mario Guarnera: Dai vieni giù 

### Quinta puntata (22 ottobre 1966)
- Squadra di Nini Rosso: Il silenzio :

Isabella Iannetti: Sono tanto innamorata, Mario Trevi: Indifferentemente, Sergio Zani: Io sono qui
- Squadra di Gigliola Cinquetti: Peccato  :

Johnny Dorelli: Solo più che mai, Tony Del Monaco: Se la vita è così, Massimo Ranieri: L'amore è una cosa meravigliosa

### Sesta puntata (29 ottobre 1966)
- Squadra di Nilla Pizzi: Dopo di noi :

John Foster: Amore scusami, Gino: Io non t' amo più, Elsa: Sha la la la lee
- Squadra di Gianni Morandi: La fisarmonica :

Sandie Shaw: Domani, Dino: Chi più di me, Romano VIII: Jezebel

### Settima puntata (8 novembre 1966: in onda di martedì a seguito di un rinvio dovuto al lutto nazionale per le vittime dell'alluvione di Firenze)
- Squadra di Dalida: Bang bang :

Luigi Tenco: Lontano, lontano, Edoardo Vianello: O mio Signore, Evy: L'abito non fa il beatnik
- Squadra di Bobby Solo: Una lacrima sul viso :

Wilma Goich: Le colline sono in fiore, Remo Germani: Baci, Amedeo Minghi: Alla fine

### Ottava puntata (12 novembre 1966)
- Squadra di Michele: Ti senti sola stasera :

Jimmy Fontana: Pensiamoci ogni sera, Ricky Shayne: Stanotte, Patty Pravo: Ragazzo triste
- Squadra di Françoise Hardy: Il ragazzo della via Gluck :

Nicola Di Bari: Amici miei, Don Backy: L' amore, Adele Mafina: Vai, vai

## Seconda fase - Le eliminatorie
Sono evidenziati in grassetto le squadre finaliste
In questa seconda fase, si esibiscono le otto squadre che hanno superato il primo turno. In ogni puntata, un membro per ogni squadra sostituirà la canzone presentata nella prima fase, con un inedito. 

### Nona puntata (19 novembre 1966)
- Squadra di Gene Pitney: Quello che sa piangere :

Betty Curtis: Chariot, Tony Dallara: Come prima, Anna Lenzi: E se domani
- Squadra di Little Tony: Riderà :

Orietta Berti: Tu sei quello, Audrey: Oplà, Mario Testa: I ragazzi del quartiere

### Decima puntata (26 novembre 1966)
- Squadra di Ornella Vanoni: Cercami :

Anna Identici: Un bene grande così, Fred Bongusto: Helga, Mario Guarnera: Dai vieni giù 
- Squadra di Claudio Villa: Granada :

Iva Zanicchi: Monete d'oro, Achille Togliani: Come stasera mai, Gianni Pettenati: Bandiera gialla

### Undicesima puntata (3 dicembre 1966)
- Squadra di Gigliola Cinquetti: Peccato :

Johnny Dorelli: Solo più che mai, Tony Del Monaco: Se la vita è così, Massimo Ranieri: Bene mio
- Squadra di Gianni Morandi: La fisarmonica :

Sandie Shaw: Domani, Dino: Chi più di me, Romano VIII: Mille perché

### Dodicesima puntata (10 Dicembre 1966)
- Squadra di Françoise Hardy: Il ragazzo della via Gluck :

Nicola Di Bari: Amici miei, Don Backy: Serenata, Adele Mafina: Vai, vai
- Squadra di Bobby Solo: Una lacrima sul viso :

Wilma Goich: Le colline sono in fiore, Remo Germani: Baci, Amedeo Minghi: Ma per fortuna

## Terza fase - Semifinali
Nella terza fase si esibiscono le quattro squadre, che hanno superato la seconda fase. Anche in questa fase, un membro per squadra dovrà sostituire la canzone, con un inedito.

### Tredicesima puntata (17 dicembre 1966)
- Squadra di Little Tony: Riderà :

Orietta Berti: Tu sei quello, Audrey: Oplà, Mario Testa: Ho pianto un fiume
- Squadra di Claudio Villa: Granada :

Iva Zanicchi: Monete d'oro, Achille Togliani: Scelgo te, Gianni Pettenati: Bandiera gialla

### Quattordicesima puntata (25 dicembre 1966)
- Squadra di Bobby Solo: Serenella:

Wilma Goich: Le colline sono in fiore, Remo Germani: Baci, Amedeo Minghi: Ma per fortuna
- Squadra di Gianni Morandi: La fisarmonica :

Sandie Shaw: Domani, Dino: Piccola, mia piccola, Romano VIII: Mille perché

## Finale

### Quindicesima puntata (31 dicembre 1966)
Puntata dedicata alla fine dell'anno, nessun cantante si esibisce

### Sedicesima puntata (6 gennaio 1967)
- Squadra di Gianni Morandi: La fisarmonica :

Sandie Shaw: Lo vuole lui, lo vuole lei, Dino: Piccola, mia piccola, Romano VIII: Mille perché
- Squadra di Claudio Villa: Granada :

Iva Zanicchi: Monete d'oro, Achille Togliani: Scelgo te, Gianni Pettenati: Bandiera gialla

## Classifica finale
- 1. Claudio Villa (Granada) = 235 voti
- 2. Gianni Morandi ( La fisarmonica) = 205 voti
- 3. Achille Togliani (Scelgo te) = 10 voti
- 4. Dino (Piccola mia piccola) = 8 voti
- 5. Sandie Shaw (Lo vuole lui lo vuole lei) = 7 voti
- 6. Gianni Pettenati (Ciao ragazza ciao) = 4 voti
- 7. Romano VIII (Mille perché) = 3 voti
- 8. Iva Zanicchi (Monete d'oro) = 3 voti